# 埃斯特法尼娅·巴尼尼
埃斯特法尼娅·罗米娜·巴尼尼·鲁伊斯（西班牙語：Estefanía Romina Banini Ruiz；1990年6月21日—），阿根廷女子足球运动员，司职中场，目前效力于拉斯普拉纳斯莱万特足球俱乐部和阿根廷国家女子足球队。她曾代表阿根廷参加2023年国际足联女子世界杯。